# Gurgler Ache
Die Gurgler Ache ist einer der Quellflüsse der Ötztaler Ache in Tirol.

## Verlauf
Die Gurgler Ache entspringt dem Gurgler Ferner in rund 2420 m ü. A. und verläuft anschließend in nordöstlicher bis nördlicher Richtung durch das Gurgler Tal, vorbei an Ober- und Untergurgl, und vereinigt sich bei Zwieselstein mit der Venter Ache zur Ötztaler Ache. Streckenweise, insbesondere oberhalb von Obergurgl und vor dem Ausgang ins Ötztal, wo sie eine rund 150 m hohe Talstufe überwindet, hat sich die Ache tief in den Talboden eingeschnitten. Die Gurgler Ache nimmt den Zufluss vom Langtaler Ferner, die Rotmoosache von Wasserfall- und Rotmoosferner, den Gaisbergbach vom Gaisbergferner, den Verwallbach vom Ferwallferner, den Königsbach und kurz vor Zwieselstein den Timmelsbach vom Bankerferner auf, die alle von rechts einmünden. Die Gurgler Ache verläuft zum Großteil in den Ötztaler Alpen, unterhalb der Einmündung des Timmelsbachs bildet sie die Grenze zu den östlich angrenzenden Stubaier Alpen.

## Einzugsgebiet und Wasserführung
Das Einzugsgebiet der Gurgler Ache beträgt 131,5 km², davon sind rund 24 km² (18 %) vergletschert. Der höchste Punkt im Einzugsgebiet ist der Schalfkogel mit 3537 m ü. A.
Die Gurgler Ache weist ein glaziales Abflussregime mit einer großen Amplitude auf, das wesentlich durch die Gletscher beeinflusst wird. Der mittlere Abfluss am Pegel Obergurgl (Gletscheranteil am Einzugsgebiet rund 32 %) beträgt 3,57 m³/s, was einer sehr hohen Abflussspende von 49,2 l/(s·km²) entspricht. In den Wintermonaten Februar und März liegt das Monatsmittel des Abflusses bei rund 0,2 m³/s. Erst im späten Frühjahr steigt der Abfluss deutlich an und erreicht im Juli seinen Höhepunkt mit einem Monatsmittel von 11,7 m³/s, mehr als dem Fünfzigfachen der Wintermonate. Im Herbst geht die Wasserführung wieder rasch zurück.

## Umwelt
Der Lauf der Gurgler Ache ist weitgehend naturbelassen, lediglich im Siedlungsbereich sind die Ufer stark verbaut. Die Gewässergüteklasse beträgt I bis II.

## Nutzung
Die Gurgler Ache ist ein beliebtes Gewässer für Wildwasserpaddler, der  Schwierigkeitsgrad beträgt WW IV-V.
Die TIWAG plant, die Ache für den Ausbau des Gepatschspeichers aufzustauen und das Wasser abzuleiten.